# Astragalus datunensis
Astragalus datunensis es una especie de planta del género Astragalus, de la familia de las leguminosas, orden Fabales.

## Distribución
Astragalus datunensis se distribuye por China (Qinghai).

## Taxonomía
Fue descrita científicamente por Y. C. Ho.